# Лад (музика)
Лад (лат. modus, грец. harmoniae) — доцільно впорядкована інтонаційна система висотних зв'язків музичних звуків, їх закономірна послідовність, а також структура взаємних зв'язків ступенів звукоряду.

## Теорія
Українське музикознавство розглядає поняття ладу в руслі традицій Болеслава Яворського, який розглядав лад як основу організації музичного мислення, що формується під впливом історичних і соціальних причин. Розроблена ним теорія, що отримала назву «теорії ладового ритму» знайшла свій розвиток в трудах його послідовників — радянських музикознавців С. Протопопова, Ю. Тюліна, Ю. Холопова та інших.
Як естетична категорія, лад пояснюється як «приємна узгодженість звуків за висотою» і пов'язується з об'єктивними закономірностями музичної акустики та сприйняття музики. Ті чи інші особливості ладової системи, її організації, набувають естетичної значимості і стають важливими засобами естетичного впливу музики. В цьому значенні поняття ладу застосовується до широкого спектра музичних явищ від стародавніх музичних культур до сучасності. Еволюція ладових систем в цілому показує розвиток музичної свідомості від елементарних до високоорганізованих ладових структур, збільшенні звукового об'єму, що охоплюється ладом.
В основі того чи іншого ладу можуть лежати два принципи — модальний і тональний. Центральною категорією модального принципу є певний звукоряд, тоді як тонального — наявність центрального тону або співзвуччя, до якого тяжіють інші ступені. В залежності від переважання того чи іншого принципу розрізняють модальні лади і тональні. Наприклад, модальний принцип переважає в середньовічній літургійній музиці (церковні лади, осьмогласіє), тоді як тональний переважає в музиці періоду віденського класицизму та романтизму. В той же час переважання того чи іншого принципу може і не бути яскраво виражене, як наприклад в музиці епохи Відродження або в ряді музичних стилів XX століття (твори Мессіана, І. Стравінського).

## Історичні ладові системи
Історія музики зафіксувала чимало спроб систематизації ладів. Важливе значення для еволюції європейської музики мали системи давньогрецьких та середньовічних церковних ладових систем.

### Давньогрецька ладова система
Основоположним давньогрецьким вченням про лади вважається труд Аристоксена «елементи гармонії» (IV століття до н. е.). Аристоксен представляв октавні лади (εἶδος) як поєднання двох однотипних тетрахордів, які могли бути об'єднані роздільно (з інтервалом між ними в один тон), або злито (тетрахорди мали один спільний тон, восьмий тон додавався знизу або зверху окремо). Аристоксен виділив таких ладів 7: міксолідійський лад, лідійський, фригійський, дорійський, гіполідійський, гіпофригійський та гіподорійський.
Пізніше за рахунок системи транспозицій кількість ладів була збільшена. Назви ладів утворювались від назв грецьких племен (дорійці, іонійці) або історичних регіонів (Лідія, Фригія), а також використанням префіксів гіпо- (вказував на розташування нижче) та гіпер- (розташування вище). Давні греки розглядали лади не тільки з точки зору їх звуковисотної структури, але й з точки зору естетичного впливу. Наприклад Платон і Аристотель сходились в характеристиці дорійського ладу як мужнього і придатного для виховання, цей лад асоціювався з культом Аполлона. Натомість фригійський зазвичай протиставлявся дорійському, як екстатичний, пов'язаний з культом Діонісія.

### Середньовічні ладові системи
Поширення християнства у Європі визначило особливу роль літургійної музики в європейській культурі, а процеси уніфікації богослужінь супроводжувались і уніфікацією їх музичного супроводження. Так, у Візантійській музиці формується система осьмогласія, закріплена в трудах Івана Дамаскина (VIII століття), аналогічна система з 8 ладів була прийнята і в західній літургійній музиці — григоріанському хоралі.
Середньовічні лади запозичили свої найменування у давньогрецьких, проте в результаті плутанини, допущеної анонімним автором трактату «Alia musica» (IX століття), назви середньовічних ладів не збігаються з назвами давньогрецькими.

### Неєвропейські ладові системи
Якщо давньогрецька ладова система забезпечила домінування в західній музиці 7-ступеневого звукоряду, то в культурі країн Африки та Азії спостерігаються ладові системи з іншою кількістю ступенів.
Так, в Індійській музиці октава поділяється на 22 ступені — «шруті». Традиційній музиці китайців, корейців, татар та інших народів властива пентатоніка. Своєрідні ладові системи властиві арабській музиці, відомі під назвою макамів.

## Класифікація ладів
Сучасна теорія музики класифікує лади як за кількістю ступенів так і за характером інтервалів і виділяє такі групи:
1. ангемітонні, тобто безпівтонові звукоряди, основним засобом зв'язків між звуками яких є найпростіші консонанси. Часто трапляються неповні системи, що складаються з трьох-чотирьох (напр., укр. нар. пісня «Дударик»), а іноді й двох звуків. За наявності в такій ладовій системі півтона можна говорити про перехідну форму до діатоніки (напр., укр. нар. пісня «Бігла теличка»). До цієї групи належать усі різновиди пентатоніки;
2. діатонічні — 7-ступеневі лади, звуки яких можна розмістити по чистих квінтах, які в свою чергу поділяються на мажорні і мінорні:

| Лад             | Нахилення | Особливості                  | Слухати |
| --------------- | --------- | ---------------------------- | ------- |
| Лідійський      | Мажорне   | IV↗ ступень високий          | Приклад |
| Іонійський      | Мажорне   | Натуральний                  | Приклад |
| Міксолідійський | Мажорне   | VII↘ ступінь низький         | Приклад |
| Еолійський      | Мінорне   | Натуральний                  | Приклад |
| Фригійський     | Мінорне   | II↘ ступінь низький          | Приклад |
| Дорійський      | Мінорне   | VI↗ ступінь високий          | Приклад |
| Локрійський     | -         | в основі — зменшений тризвук | Приклад |

1. хроматичні, у звукорядах яких трапляються послідовності з двох і більше півтонів.
2. мікрохроматичні, де застосовуються інтервали, менші, ніж півтон, нерідко використовуються як компонент перших трьох ладів (напр. в композиціях В. Лютославського, Л. Грабовського).
3. екмелічні (лади умовно самостійної групи), тобто системи, де звуки не мають точно визначеної висоти. Досить часто Л. цієї групи змикаються з мікрохроматичними.

Різні лад. системи можуть змішуватися як в одночасності, так і в процесі розгортання худож. часу (у межах однієї побудови).